# Kayla Barronová
Kayla Jane Barronová (nepřechýleně: Barron, * 19. září 1987 Pocatello, Idaho) je americká ponorková válečná důstojnice a astronautka NASA, 577. člověk ve vesmíru. Od podzimu 2021 do jara 2022 absolvovala pobyt na Mezinárodní vesmírné stanici (ISS), kde byla členkou Expedice 66.

## Život a vzdělání
Kayla Barronová se narodila 19. září 1987 ve městě Pocatello ve státě Idaho. Její rodiče jsou Laura a Scott Saxovi. Její rodina se přestěhovala do Richlandu ve Washingtonu, kde v roce 2006 absolvovala Richlandskou střední školu. Po střední škole navštěvovala námořní akademii Spojených států, kde v roce 2010 absolvovala bakalářský titul v oboru systémového inženýrství. Po ukončení studia navštěvovala Peterhouse v Cambridge na stipendiu Gates Cambridge kde získala magisterský titul v oboru jaderného inženýrství.
Je vdaná za Toma Barrona, důstojníka speciálních sil americké armády. Má ráda turistiku, trampování, běh a čtení.

## Vojenská kariéra
Po získání magisterského titulu byla součástí první skupiny žen, které se staly důstojníky podmořské války. Navštěvovala výcvikový program námořnictva v oblasti jaderné energie a ponorek a byla přidělena k ponorce USS Maine třídy Ohio. Když sloužila na USS Maine, absolvovala tři hlídky jako divizní důstojník.

## Kariéra v NASA
V červnu 2017 byla Barronová vybrána jako člen 22. skupiny astronautů NASA a zahájila dvouletý výcvik. Byla pátou ženou, která absolvovala námořní akademii a byla vybraná jako kandidátka na astronautku.
Ke svému prvnímu kosmickému letu SpaceX Crew-3 odstartovala společně s astronauty Rajou Charim,Thomasem Marshburnem a Matthiasem Maurerem v lodi Endurance 11. listopadu 2021. Téhož dne se připojili k ISS, kde zůstanou zhruba půl roku jako členové dlouhodobé Expedice 66. Společně s Marshburnem se 2. prosince 2021 zúčastnila výstupu do volného prostoru, jehož cílem byla výměna antény pro přenos radiového signálu v pásmu S na příhradovém nosníku stanice. Výstup trval 6 hodin a 32 minut. Do volného prostoru se během Expedice 66 dostala ještě 15. března 2022. Při výstupu ji tentokrát doprovázel Raja Chari a oba společně během 6 hodin a 54 minut provedli přípravné práce k umístění dalšího z nových solárních panelů iROSA na ITS-S4 (část S4 příhradového nosníku). Loď s celou posádkou se od stanice odpojila 5. května 2022 a při pobřeží Floridy přistála o den později. První Barronové let trval 176 dní, 2 hodiny a 39 minut.

## Vyznamenání
Barronová obdržela vyznamenání Trident Scholar a Distinguished Graduate na námořní akademii a Gates Cambridge Scholar v Cambridge.

## Ocenění

### Válečné odznaky
- Submarine Warfare Insignia

### Medaile
- Navy Commendation Medal
- Navy Achievement Medal